# Ein Tag schreibt Geschichte – 30. April 1945
Ein Tag schreibt Geschichte – 30. April 1945 ist eine vierzehnteilige Dokumentationsserie von Michael Kloft, produziert von Alexander Kluges Firma dctp in Kooperation mit Spiegel TV, über den Verlauf des 30. April 1945 und die letzten Stunden im Leben von Adolf Hitler. Ausgestrahlt wurde die 2011 produzierte Serie erstmals am 66. Todestag von Hitler am 30. April 2011. Alle vierzehn Teile wurden erstmals hintereinander auf dem Privatsender VOX im Rahmen dieses Thementages gezeigt.

## Handlung
Die Serie zeigt in vierzehn entweder halb- oder einstündigen Teilen den Verlauf des 30. April 1945. In Stundenprotokollen werden zunächst die wichtigsten Ereignisse der folgenden Stunde präsentiert, im Anschluss wird durch Zeitzeugenberichte, Filmaufnahmen oder Tagebuch-Vorlesungen das Erzählte vertieft. Während etwa in Berlin noch gekämpft wird, werden im von Alliierten besetzten Aachen bereits Geschäfte wiedereröffnet. Unter anderem wird auch auf die Befreiung des KZ Sandbostel bei Bremervörde und den Selbstmord Adolf Hitlers und seiner Frau Eva eingegangen.

## Figuren
Die Serie kommt ohne Schauspieler aus. Die Stundenprotokolle zu Beginn jeder Folge werden von Spiegel-TV-Moderatorin Maria Gresz vorgelesen. Die dokumentarischen Beiträge der Sendung sind allesamt authentisch. Es sind unter anderem auch Tonbänder zu hören, die bei der Vernehmung von Hitlers Adjutant Otto Günsche und seines Kammerdieners Heinz Linge 1956 aufgenommen wurden, als beide durch die Staatsanwaltschaft München verhört wurden. Außerdem wurde für diese Produktion erstmals ein Protokoll einer Vernehmung von Hitlers Sekretärin Traudl Junge verwendet, welches US-Ermittler 1946 mit ihr geführt hatten und das erst 2010 veröffentlicht wurde. Die Tagebuch-Zitate werden von Schauspielern vorgetragen.

## Hintergrund
Zu Beginn jeder Folge gibt es eine etwa zehnminütige Zusammenfassung der Ereignisse der folgenden Stunde, welche von Spiegel-TV-Moderatorin Maria Gresz vorgelesen werden. Anschließend kommen Zeitzeugen zu Wort, es werden auch unveröffentlichte Bild- und Filmaufnahmen gezeigt, die die jeweiligen Ereignisse zeigen.
Die Idee zu dieser Dokumentation stammt von Alexander Kluge und dem Vox-Geschäftsführer Frank Hoffmann. Beide entwickelten die Idee zu einer zwölfstündigen Dokumentation aus einem vierstündigen Beitrag des Unternehmens dctp. Zum zehnten Jahrestag der Terroranschläge am 11. September 2001 wurde ebenfalls eine zwölfstündige Dokumentation unter dem Titel Ein Tag schreibt Geschichte - 11. September 2011 ausgestrahlt.

## Inhalt
1. Stundenprotokoll 12:00 Uhr, Deutschland am 30. April 1945
2. Stundenprotokoll 13:00 Uhr, Brutalität in Stein – Das Parteitagsgelände von Nürnberg
3. Stundenprotokoll 14:00 Uhr, Hitlers Berg – Die Machtzentrale in den Alpen
4. Stundenprotokoll 14:30 Uhr, Eva Braun – Die Geliebte des Diktators
5. Stundenprotokoll 15:00 Uhr, Hitlers Testament – Eine Analyse
6. Stundenprotokoll 15:30 Uhr, Hitlers Selbstmord – Eine Rekonstruktion
7. Stundenprotokoll 16:00 Uhr, Wo ist Hitler? – Heiße Spuren im Kalten Krieg
8. Stundenprotokoll 17:00 Uhr, Joseph Goebbels – Verführer im Dienste Hitlers
9. Stundenprotokoll 18:00 Uhr, Entscheidung zum Krieg – Der Sommer 1939
10. Stundenprotokoll 19:00 Uhr, Filmstar Hitler – Der Diktator und die Traumfabrik
11. Stundenprotokoll 20:00 Uhr, Hitlers Tod: Der Bunker
12. Stundenprotokoll 21:00 Uhr, Hitlers Tod: Das Testament
13. Stundenprotokoll 22:00 Uhr, Hitlers Tod: Der Selbstmord
14. Stundenprotokoll 23:00 Uhr, Hitlers Tod: Die Kapitulation